# SpaceShipTwo
SpaceShipTwo (трансл. Спэйс Шип Ту; с англ. — «Космический корабль 2 (второй)»), известен также под аббревиатурой SS2 — суборбитальный частный пилотируемый космический корабль многоразового использования.
Является частью программы Tier One, основанной Полом Алленом, базируется на успешном проекте SpaceShipOne, выигравшем конкурс Ansari X-Prize. В отличие от последнего, сможет нести на борту до 8 человек (6 пассажиров + 2 пилота), будет крупнее и комфортнее. Также будут устранены некоторые конструктивные недостатки. Система из SS2 и WK2 будет приблизительно в три раза больше системы из SS1 и WK.

## Описание
Аппарат доставляется на пусковую высоту (около 20 км) с помощью самолёта White Knight Two (WK2).
Максимальная высота полёта 135—140 км (согласно информации BBC) или 160—320 км (согласно интервью с Бертом Рутаном) (у SpaceShipOne — 100—110 км), что позволит увеличить время невесомости до 6 минут (SpaceShipOne — 3 минуты). Максимальная перегрузка — 6 g. Все рейсы планируется начинать и заканчивать в Аэрокосмическом центре Мохаве в штате Калифорния. Первоначальная ожидаемая цена билета 200 тыс. $. Первый тестовый полёт состоялся в марте 2010 года. Запланировано порядка ста тестовых полётов. Начало коммерческой эксплуатации — не ранее 2014.
Планируется, что помимо туристических задач SpaceShipTwo будет выполнять исследования атмосферы в интересах NOAA — часть приборов будет размещена на самолёте-разгонщике White Knight Two с целью регулярного измерения содержания газов (метана и углекислого газа) на высотах 8-15 км, а также получение проб воздуха с этих высот. При помощи самого SpaceShipTwo будут проводиться изучения ионосферы на высотах 100—110 км.

## Разработка
Проектируется компанией Scaled Composites LLC (США), с 1982 года занимающейся производством экспериментальных летательных аппаратов.
Предварительный полноразмерный макет корабля в разрезе был продемонстрирован публике 28 сентября 2006 года, а демонстрация готового космолёта состоялась 7 декабря 2009 года. На официальном сайте компании можно забронировать билеты стоимостью в 250 тыс. $.
Планируется создать пять единиц SpaceShipTwo и два самолёта White Knight Two, с которых будут запускаться аппараты.
Кораблям SS2 решено дать персональные названия. Первый экземпляр SpaceShipTwo имеет регистрационный номер N339SS и собственное имя VSS Enterprise. VSS означает Virgin Space Ship (англ. Virgin — от названия компании Virgin Group; англ. Enterprise — в честь корабля USS Enterprise из сериала «Звёздный путь»). Второй корабль имел неофициальное название VSS Voyager в честь корабля USS Voyager из того же сериала. Официальное название второй модели — «VSS Unlty».
В постройку аппаратов Virgin Galactic собирается вложить 100 млн долл.

## Испытания

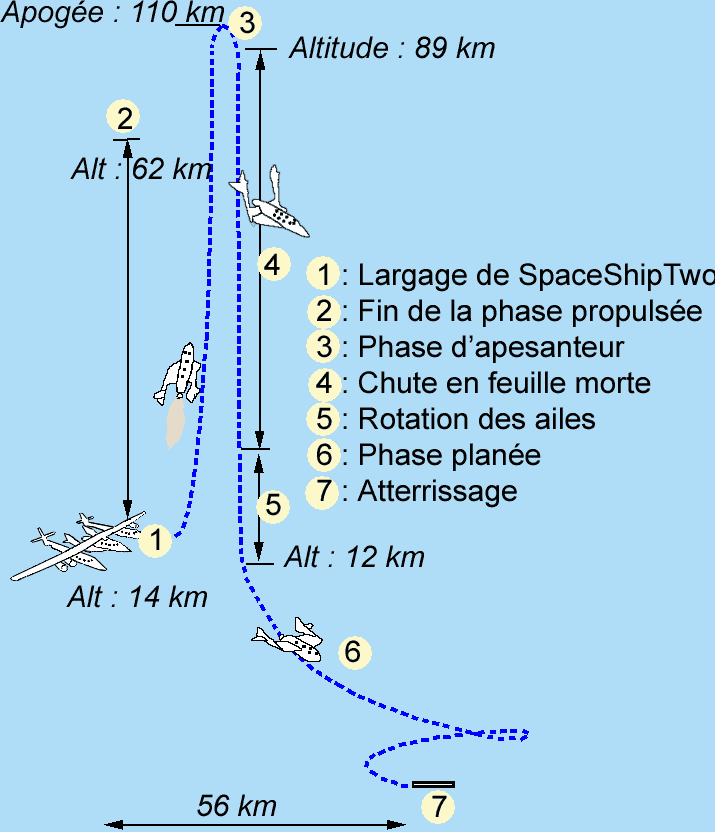
Этапы полёта SpaceShipTwo

- 15 июля 2010 года челнок SpaceShipTwo (SS2) совершил пробный 6-часовой полёт с экипажем на борту в атмосфере[9]. Полёт челнока над калифорнийской пустыней Мохаве был совершён в пристыкованном состоянии к самолёту-носителю White Knight Two (Scaled Composites White Knight Two), который является его стартовым комплексом[10][11].
- 10 октября 2010 года на аэродроме аэрокосмического центра Мохаве состоялся первый самостоятельный испытательный полёт Enterprise (известен также как SpaceShipTwo). Аппарат был поднят самолётом-носителем White Knight Two на высоту 15 км, после отделения от него и 15-минутного свободного полёта, без включения двигателя, совершил посадку. Полёт и приземление ракетоплана прошли хорошо[12].
- 4 мая 2011 года над пустыней Мохаве суборбитальный самолёт впервые продемонстрировал эффективность уникального хвостового оперения, которое позволяет аппарату безопасно входить в атмосферу. За 45 минут носитель поднялся на высоту 15,7 км и сбросил SpaceShipTwo. Хвостовое оперение впервые было повернуто вверх на угол 65 градусов. В этой конфигурации аппарат пролетел 1 минуту 15 секунд и почти вертикально спустился на 4,7 км. Суборбитальный самолёт продемонстрировал отличную устойчивость и управляемость. На высоте 10 км пилоты повернули оперение в обычный, «самолётный», режим и спустя 11 минут 5 секунд после сброса с борта White Knight Two приземлились на взлётно-посадочную полосу.| Внешние видеофайлы | Внешние видеофайлы                                 |
| ------------------ | -------------------------------------------------- |
|                    | Первый свободный полёт. Октябрь 2010               |
|                    | Первый полёт с использованием оперения. Май 2011   |
|                    | Первый полёт с включением двигателя. Апрель 2013   |
|                    | Второй полёт с включением двигателя. Сентябрь 2013 |
|                    | Третий полёт с включением двигателя. Январь 2014   |
|                    | Последние секунды полёта 31 октября 2014 года      |
- 29 сентября 2011 SpaceShipTwo испытал систему приземления в экстренных условиях[13].

- 30 апреля 2013 года был произведен первый полёт с испытанием реактивного двигателя самолёта[2][14]: отделившись от носителя на высоте около 14 км, SpaceShipTwo включил двигатель, и через 16 секунд достиг скорости 1,2М и высоты 17 км[2][15].
- 9 сентября 2013 был проведён второй сверхзвуковой полёт ракетоплана. Отделение от носителя произошло на высоте 15 км и, включив двигатель на 20 секунд, SS2 набрал высоту 23 км и начал снижение, достигнув скорости 1,43М[16].

- 10 января 2014 года, в ходе третьего сверхзвукового полёта, двигатель ракетоплана опять включился на запланированные 20 секунд, подняв его на высоту 23,6 км. В ходе спуска со скоростью 1,4М была протестирована система управления положением в космическом пространстве Reaction Control System (RCS) и новое жаростойкое покрытие хвостовых балок[5].
- В мае 2014 компания объявила об изменении топлива с полибутадиена с концевыми гидроксильными группами, склонного к нестабильности при времени работы двигателя более 20 секунд, на термопластичный полиамид[источник не указан 3911 дней].
- 31 октября 2014 SpaceShipTwo VSS Enterprise потерпел крушение[англ.] в пустыне Мохаве на юге Калифорнии при проведении испытаний обновлённого гибридного двигателя, использующего топливную смесь на основе гранул полиамида и закиси азота[17]. После достижения самолётом-носителем White Knight Two высоты 15,2 км[18][19] и отделения от него SpaceShipTwo, через несколько секунд свободного полёта с включённым двигателем аппарат разрушился — по заявлению, сделанному 3 ноября, из-за несанкционированного перевода хвостового оперения в положение торможения[20]. Второй пилот Майкл Олсбери[англ.] погиб. Пилот Питер Сибольд[англ.] смог покинуть аппарат с парашютом и с травмами был доставлен в больницу[21]. Это был первый полёт с новым топливом, ранее испытанным на земле[18]; и четвёртый полёт с включением двигателя корабля[22], предыдущий полёт без включения двигателя был совершён 7 октября[23]. Самолёт-носитель VMS Eve благополучно приземлился. На момент катастрофы другой SpaceShipTwo — «VSS Unity» (VSS Voyager) построен на 60 %[24].Команда NTSB Go-Team осматривает хвостовую часть разбившегося 31 октября VSS Enterprise

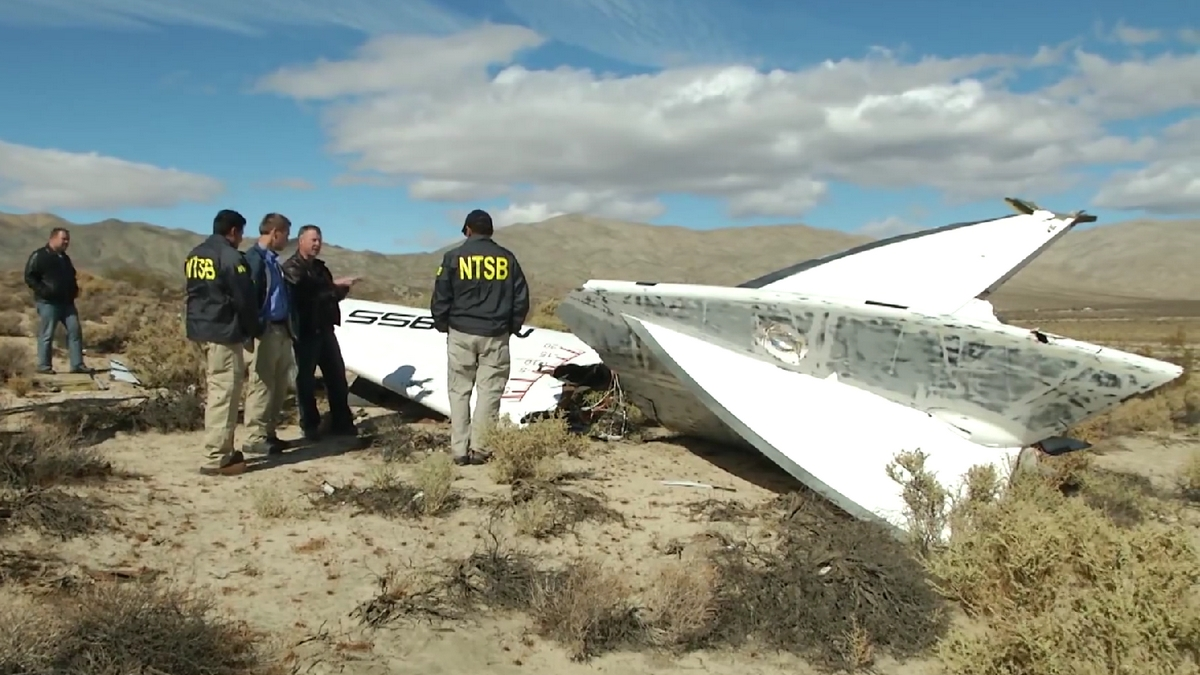
Команда NTSB Go-Team осматривает хвостовую часть разбившегося 31 октября VSS Enterprise

- 8 сентября 2016 года «VSS Unity» совершил первый пробный полёт, в течение которого корабль был пристыкован к WhiteKnightTwo[25].
- 3 декабря 2016 года «VSS Unity» успешно испытан в первом планирующем полёте.
- 5 апреля 2018 года совершил первый полёт «VSS Unity» с включением двигателя, через 30 секунд после включения двигателя были достигнуты скорость 1,87М и высота 25,7 км[26].
- 29 мая 2018 года VSS Unity был поднят, при помощи самолёта-носителя White Knight Two, на высоту 14 км, после чего на собственном двигателе достиг высоты 34,9 км[27].
- 26 июля 2018 года VSS Unity успешно прошёл третьи лётные испытания, на которых он достиг высоты 52 км, максимальная скорость составила 2,47М[28].
- 13 декабря 2018 года космоплан VSS Unity с двумя пилотами на борту (Марк Пол «Форджер» Стакки и Фредерик Уилфорд Стеркоу) отделился от самолёта-носителя WhiteKnightTwo (VMS Eve) на высоте 13,1 км и достиг высоты 82,7 км, поднявшись выше границы космического пространства по версии ВВС США (50 миль, 80,45 км)[29], но не достигнув линии Ка́рмана (100 км).
- 22 февраля 2019 года состоялась миссия VSS Unity VF-01[англ.]. Экипаж: пилоты Дэвид Маккей и Майком Масуччи, главный тренер по космонавтам Virgin Galactic Бет Мозес. Достигнув апогея в 55,92 мили (89,99 км), полёт соответствовал определению космических полётов США, но не соответствовал международно признанному стандарту линии Кармана — 100 км[30]. Главный пилот Дейв Маккей и второй пилот Майкл «Суч» Масуччи стали 569-м и 570-м человеком в космосе; главный инструктор Virgin Galactic Бет Мозес вылетела в качестве третьего члена экипажа, она стала 571-м человеком, полетевшим в космос[31].
- 22 мая 2021 года состоялась миссия VSS Unity Unity 21[англ.]: самолёт-носитель WhiteKnightTwo поднял космоплан VSS Unity с двумя пилотами на борту (Дэвид Маккей[англ.] и Фредерик Уилфорд Стеркоу) в воздух из «Космодрома Америка» в штате Нью-Мексико. Через 52 минуты полёта космоплан отделился от самолёта-носителя и включил собственный гибридный двигатель, проработавший около одной минуты. Максимальная высота подъёма VSS Unity составила 89,2 км[32].
- 11 июля 2021 состоялась миссия Virgin Galactic Unity 22. Экипаж VSS Unity: пилоты Дэвид Маккей и Майкл Масуччи. Пассажиры: бывшая астронавт НАСА Бет Мозес, индианка Сириша Бандла, инженер Килин Бэннет, а также глава компании «Virgin Galactic» Ричард Брэнсон[33].

### Коммерческая эксплуатация
29 июня 2023 года SpaceShipTwo совершил первый полностью коммерческий полёт. Полёт имел название Galactic-01. В экипаж миссии входили:
- пилот Майкл Мазуччи (Michael Masucci)
- пилот Никола Печиле (Nicola Pecile)
- инструктор Колин Беннетт (Colin Bennett)
- пассажиры Вальтер Виладеи (Walter Villadei), Анджело Ландольфи (Angelo Landolfi) и Панталеоне Карлуччи (Pantaleone Carlucci).

Все пассажиры представляли ВВС Италии и проводили в полёте эксперименты.